# Fabian Johnson
Fabian Marco Johnson (* 11. Dezember 1987 in München) ist ein ehemaliger US-amerikanisch-deutscher Fußballspieler.
Johnson war im professionellen Vereinsfußball bisher ausschließlich in Deutschland aktiv; er spielte bislang für den TSV 1860 München, den VfL Wolfsburg, 1899 Hoffenheim und Borussia Mönchengladbach. Darüber hinaus war Johnson zwischen 2011 und 2017 für die A-Nationalmannschaft der Vereinigten Staaten aktiv.

## Karriere

### Vereine
Der gebürtige Giesinger wurde im Lauf seiner Karriere auf allen Feldspielerpositionen eingesetzt. Von 1991 bis 1996 spielte er in den Jugendmannschaften des FC Sportfreunde München. 1996 gelangte Johnson zum TSV 1860 München, bei denen er alle Jugendmannschaften durchlief. Am 11. Dezember 2004 (19. Spieltag) – beim torlosen Unentschieden im Auswärtsspiel gegen die Stuttgarter Kickers – wurde er zum ersten Mal in der U-23-Nachwuchsmannschaft in der Regionalliga Süd eingesetzt. Bis zum 17. November 2007 (16. Spieltag) bestritt er 43 Regionalligaspiele für den TSV 1860 München II.
Seinen ersten Einsatz im Profifußball hatte Johnson am 19. März 2006 (26. Spieltag) beim 1:0-Sieg im Auswärtsspiel der Zweitligabegegnung mit dem SC Paderborn 07 mit Einwechslung für Roman Týce in der 90. Minute. Bis zum Saisonende 2005/06 kam er zu drei weiteren Kurzeinsätzen. Zur Spielzeit 2006/07 wurde Johnson von Trainer Walter Schachner in den Profikader berufen. Bis 2009 kam er dort 90-mal zum Einsatz und erzielte vier Tore, sein erstes am 26. August 2007 (3. Spieltag) beim 3:0-Sieg im Auswärtsspiel gegen die TSG 1899 Hoffenheim mit dem Treffer zum 2:0 in der 38. Minute. Darüber hinaus wurde er in sechs DFB-Pokal-Begegnungen eingesetzt, in denen er sich einmal als Torschütze auszeichnen konnte.
Im Sommer 2009 wechselte Johnson zum Bundesligisten VfL Wolfsburg. Als Defensivspieler hatte er es zu Beginn schwer, sich gegen Marcel Schäfer oder Sascha Riether durchzusetzen. Am 12. September 2009 (5. Spieltag) debütierte er bei der 2:3-Niederlage im Bundesligaheimspiel gegen Bayer 04 Leverkusen mit Einwechslung für Christian Gentner in der 76. Minute. In seiner ersten Bundesligasaison absolvierte er zehn Spiele und erzielte ein Tor am 5. Dezember 2009 (15. Spieltag) mit dem Treffer zum 2:2-Endstand in der 82. Minute im Heimspiel gegen den SC Freiburg. In der Folgesaison bestritt er lediglich sechs Ligaspiele, drei davon durch Einwechslungen in den Schlussminuten. Am 3. Juni 2011 gab der VfL Wolfsburg bekannt, dass Johnson zum Ligakonkurrenten TSG 1899 Hoffenheim wechseln werde.
Nach drei Spielzeiten und nach Auslaufen seines Vertrages in Hoffenheim wechselte Johnson zur Saison 2014/15 zum Ligakonkurrenten Borussia Mönchengladbach, bei dem er am 24. Februar 2014 einen bis zum 30. Juni 2018 laufenden Vertrag unterzeichnete. In seinem 13. Bundesligaspiel für Borussia Mönchengladbach erzielte er beim 2:0-Sieg am 1. März 2015 (23. Spieltag) im Heimspiel gegen den Bundesliganeuling SC Paderborn 07 mit dem Treffer zum 1:0 in der 18. Minute auch sein erstes Tor. Johnsons Vertrag wurde nicht über die Bundesligasaison 2019/20 hinaus verlängert.

### Nationalmannschaft
Nachdem Johnson zwischen 2003 und 2009 35 Länderspiele für die Nachwuchsmannschaften des DFB bestritten hatte und mit der U-21-Nationalmannschaft unter dem Bundestrainer Horst Hrubesch Europameister in Schweden geworden war, erhielt er am 25. August 2011 vom US-amerikanischen Nationaltrainer Jürgen Klinsmann die Berufung für zwei A-Länderspiele im Test gegen Costa Rica und Belgien. Er erlangte seine Spielberechtigung für die A-Nationalmannschaft der Vereinigten Staaten durch die FIFA erst danach und wurde am 3. November 2011 für die A-Länderspiele gegen Frankreich und Slowenien erneut in den Kader berufen. Am 11. November 2011 debütierte er im Stade de France bei der 0:1-Niederlage gegen Frankreich. Johnson gehörte dem Nationalmannschaftskader an, der an der vom 12. Juni bis 13. Juli 2014 in Brasilien ausgetragenen Weltmeisterschaft 2014 teilnahm. Er bestritt alle drei Gruppenspiele und das mit 1:2 n. V. verlorene Achtelfinalspiel gegen Belgien. 2016 nahm er mit dem US-Team an der Jubiläumsausgabe der Copa América teil und erreichte das Halbfinale, das mit 0:4 gegen Argentinien verloren wurde.

## Erfolge
Nationalmannschaft
- U-21-Europameister: 2009